# Самойлов, Борис Николаевич
Борис Николаевич Самойлов (1920—1975) — советский учёный в области экспериментальной физики, доктор физико-математических наук, профессор, дважды лауреат Государственной премии СССР (1969, 1976).

## Биография
Родился в 1920 году.
В 1938—1939 годах — лаборант Московского педагогического института. В 1940—1944 годах работал на заводе.
Окончил МГУ (1947).
В 1947—1955 году младший научный сотрудник Института физических проблем АН СССР (и по совместительству работал ассистентом кафедры общей физики ФТФ МГУ). В 1952 году защитил кандидатскую диссертацию «Измерение теплоемкости металлов при сверхнизких температурах».
С 1955 года — в Институте атомной энергии им. Курчатова АН СССР: старший научный сотрудник, с 1964 года — начальник научного сектора № 73, с 1969 года — одновременно зам. начальника отдела, зав. лабораторией.
Сфера научных интересов — физика низких температур, сверхпроводимость.
Доктор физико-математических наук (1964), доцент (1954), старший научный сотрудник (1956).
По совместительству преподавал и вёл научную деятельность в МФТИ, профессор.
Член КПСС с 1952 года.

## Научная деятельность
Соавтор научного открытия «Магнитные поля на ядрах атомов немагнитных элементов». Формула открытия: «Экспериментально установлено неизвестное ранее явление возникновения локальных магнитных полей (напряженностью от десятков тысяч до миллионов эрстед) на ядрах атомов немагнитных элементов при введении их в ферромагнетики». Авторы: Б. Н. Самойлов, В. В. Скляревский, Е. П. Степанов. Номер и дата приоритета: № 71 от 25 ноября 1958 г.
Сочинения:
- Самойлов Б. Н., Скляревский В. В., Степанов Е. П. Поляризация ядер 198Аи в растворе золота в Fe . ЖЭТФ 36 (1959) 644.
- Самойлов Б. Н., Скляревский В. В., Степанов Е. П. Поляризация ядер кобальта и железа в ферромагнетиках. — ЖЭТФ, 1959, т. 36, вып. 5, стр. 1366; Поляризация ядер диамагнитных элементов, растворенных в железе. — ЖЭТФ, 1960, т. 38, вып. 2, стр. 359;

## Награды и звания
- Государственная премия СССР (1969, в составе коллектива) — за открытие и исследование эффекта взаимодействия на ядрах немагнитных элементов в ферромагнетике и разработку нового метода поляризации атомных ядер.
- Государственная премия СССР (1976, в составе коллектива) — за создание комплекса систем для генерации стационарных сверхсильных магнитных полей с индукцией до 25 Тесла (250 кГс).